# Кости лица
Кости лица (лат. viscerocranium s. ossa faciei) чине предње-доњи део костура главе. Има их укупно петнаест (шест парних и три непарне).
Парне кости:
- горња вилица (лат. maxilla),
- непчана кост,
- носна кост,
- сузна кост (лат. os lacrimale)
- доња носна шкољка (лат. concha nasalis inferior) и
- јабучна кост.

Непарне кости:
- раласта кост,
- доња вилица (лат. mandibula) и
- подјезична кост.

Једина покретна кост је доња вилица, која се са базом лобање спојена преко виличног зглоба (лат. articulatio temporomandibularis).